# Porcellio sikinius
Porcellio sikinius är en kräftdjursart som beskrevs av Hans Strouhal1937. Porcellio sikinius ingår i släktet Porcellio och familjen Porcellionidae. Inga underarter finns listade i Catalogue of Life.